# 西院湖生态园
西院湖生态园是一座生态公园，位于中国福建省漳州市芗城区。公园分两期建设，总占地面积约380亩，是漳州“五湖四海”项目之一。

## 历史
西院湖地处漳州市芗城区金峰片区西院村，是主城区内河三湘江排入九龙江的主要通道。它原先为滞洪区，水体及周边环境均受到污染。2016年，漳州市政府出台十三五市政基础设施园林绿化发展规划，将建设西院湖生态园。2017年初，包括西院湖在内的“五湖四海”项目被市政府列入中心城区生态环境建设的重点。
西院湖生态园由漳州城投集团承建，按照排水防涝规划挖河成湖，打造集城市泄洪、生态保护和休闲功能为一体的生态公园。工程项目分为两期。2016年11月，一期项目开始动工。2017年5月，二期项目征迁工作启动。8月，一期园区通过竣工验收，并于月底正式开园。2018年4月，二期项目投入建设，仅用八个月的时间便完工。2019年元旦，二期园区正式对外开放。

## 概况

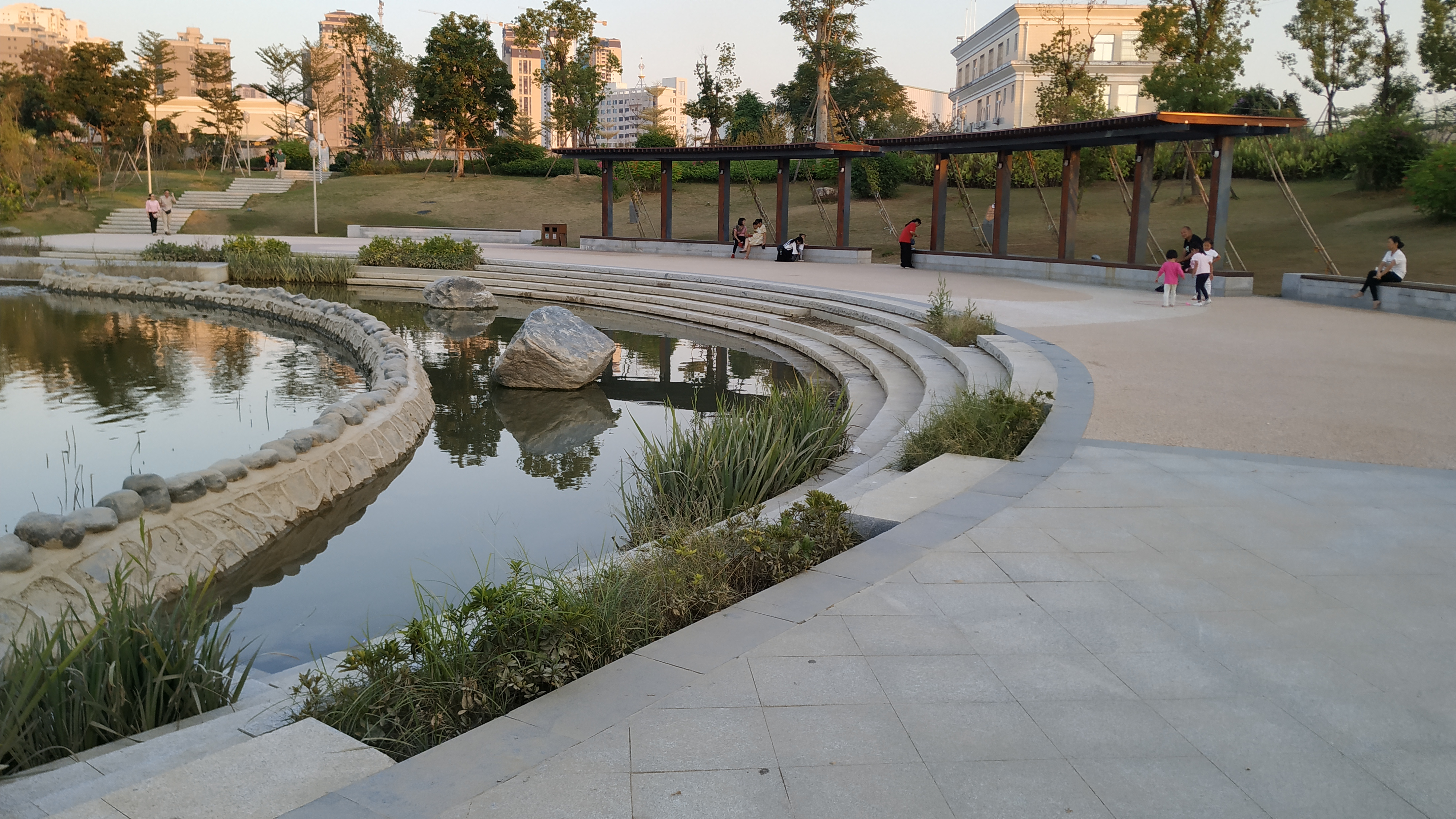
西院湖生态园景观节点“月湾寻迹”

一期园区由滞洪区湿地公园及水闸、电排泵站两部分组成，占地面积约200亩，水域面积约100亩。主园路环绕湖的周围，连接“月湾寻迹”、“栖房水畔”、“疏林碧水”和“绿林峡岸”四个景观节点。园区采用石块、泥土等材料布置浅滩、水塘、曲流，从而塑造河流自然的形态。
二期园区由生态休闲运动区和涵养滞洪区两部分组成，占地面积约180亩，水域面积约60亩。湖体与一期湖体通过曲线驳岸衔接，设有水生植物构成的水净化系统。园区亦有四个景观节点，分别为“美镜凝翠”、“映碧秀泽”、“丽园集芳”、“安文沁香”。同时，园区继续保留西院村原有的寺庙，并结合古建筑及周边地形增设观景平台和枕月桥。免费的儿童游乐区和枕月桥均是该园区的主要亮点。

## 活动
2018年5月26日，漳州市芗城区文化广电体育局主办的畅享“五湖四海”骑游活动暨漳州市第二届骑游文化节公益活动在西院湖生态园启动，200多名骑手参与其中。